# Mars 1725

## Naissances
- 2 mars Charles Régis de Coriolis d'Espinouse (mort en 1793), officier de marine du royaume de France
- 6 mars : Henri Benoît Stuart (mort le 13 juillet 1807), prétendant jacobite aux trônes d’Angleterre

- 10 mars : Marie-Louise Plante (morte le 14 juin 1832), centenaire québécoise
- 17 mars : Lachlan McIntosh (mort le 20 février 1806), militaire et leader politique américain
- 19 mars : Joseph-Marie de Saget (mort le 23 mai 1782), architecte français

- 20 mars : Abdülhamid Ier (mort le 7 avril 1789), sultan
- 22 mars : David Ortlieb (mort le 3 juillet 1801), général de brigade de la Révolution
- 23 mars :
  - Latude (mort le 1er janvier 1805), prisonnier français
  - Jean Joseph Marie de Guernes (mort en 1798), prélat catholique français
- 24 mars : Thomas Cushing (mort le 28 février 1788), homme politique américain
- 25 mars : Don Gratio Rossi (mort le 14 février 1800), général corse
- 26 mars Gabriel-Auguste de Mazancourt (mort le 31 mars 1809), maréchal des camps et armées du roi de France

- 31 mars : Élisabeth Guibert (morte en 1788), écrivaine française

## Décès
- 14 mars : Godefred de Conflans (né en 1684), évêque français
- 20 mars : Joseph de La Font (né en 1686), dramaturge français
- 21 mars :  Pierre Terriot (né vers 1654), colon acadien
- 24 mars :Thomas Gouye (né le 17 octobre 1650), astronome et linguiste français
- 30 mars :
  - René de Froulay de Tessé (né le 14 mai 1648), maréchal de France
  - Filippo Bonanni (né le 7 janvier 1638), prêtre jésuite italien
  - Denis de Sainte-Marthe (né le 24 mai 1650), moine bénédictin français, théologien et historien